# Charter of Liberties
Charter of Liberties även kallat Coronation Charter var en proklamation skriven av Henrik I av England och som förkunnades i samband med att han tillsteg Englands tron år 1100. I stadgan förband sig kungen att hålla sig till vissa lagar när det gällde hur han behandlade höga ämbetsmän inom kyrkan och adeln. Stadgan anses som ett viktigt dokument i den engelska historien och som en föregångare till Magna Charta. Dokumentet tog sikte på vissa överträdelser av Henriks föregångare Vilhelm II av England som anklagats för överbeskattning av baronerna, missbruk i utnämningen av biskopar i kyrkan, simoni och pluralism.